# شپشک‌های نخلی مردمکی
شپشک‌های نخلی مردمکی (نام علمی: Halimococcidae) نام یک تیره از بالاخانواده شپشک است.